# Carlo Magini

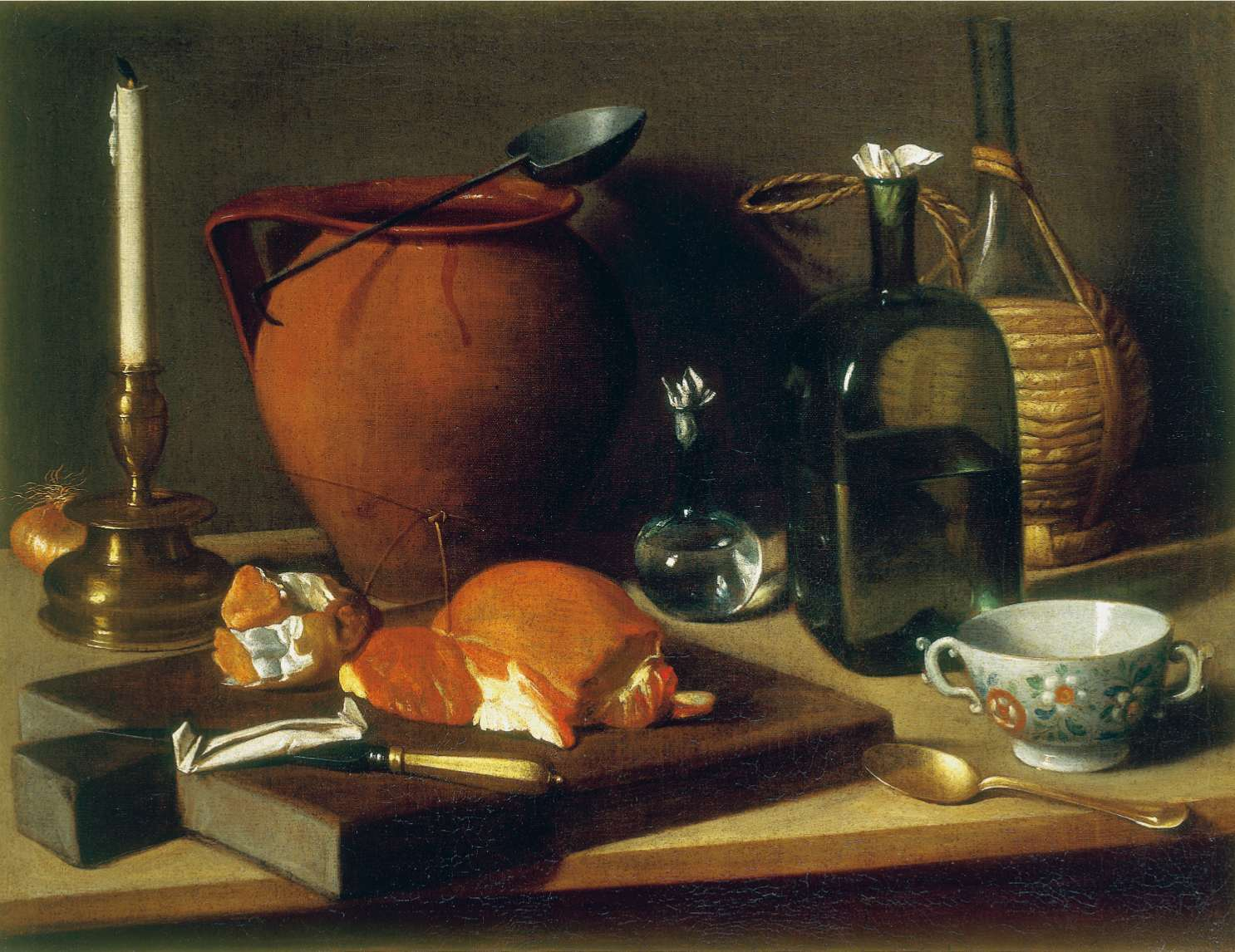
Carlo Magini - Natura morta con tazza, bottiglia, carne sul tagliere, fiasco, brocca e bugia

Carlo Magini (Fano, 16 settembre 1720 – Fano, 3 luglio 1806) è stato un pittore italiano.

## Biografia
Figlio di Francesco, di professione orefice, e di Elisabetta Ceccarini che era sorella del pittore Sebastiano Ceccarini, Carlo Magini ebbe le prime nozioni dell'arte dallo zio materno e nel 1736 gli fu d'aiuto per gli affreschi nella cappella del Crocifisso, nella chiesa di San Filippo Neri, a Perugia.
Fra il 1735 e il 1738 Sebastiano Ceccarini lavorò a Pesaro, Urbino, Bologna, Venezia e Firenze e Carlo Magini lo seguì per completare il suo apprendistato. Il 14 ottobre 1738 era a Roma, dove firmò come testimone la consegna del certificato di battesimo di Ceccarini, davanti a un notaio. A Roma Carlo Magini entrò in contatto col pittore Francesco Mancini e con il nobile Carlo Ferri, originario di Fano.
Tornato a Fano sposò Michelina Polinori, di Pesaro, dalla quale ebbe Francesca, nel 1750 Balbina, quindi Arcangelo, Casimiro che visse poche settimane e per ultima Massimiliana Eusebia, nata nel 1766.
Copiava importanti tele di Maestri, eseguiva ritratti, dipinti a soggetto storico, in particolare nature morte che sono tra le più interessanti del Settecento italiano. Il recupero critico di questo artista parte dalle intuizioni di Roberto Longhi e riguarda proprio le nature morte, che sono ispirate ai modi di pittori seicenteschi e settecenteschi, come Giacomo Ceruti, Giuseppe Maria Crespi, Candido Vitali, Arcangelo Resani, Felice Boselli, Nicola Levoli e Antonio Cioci. Carlo Magini guardava e analizzava semplici oggetti popolari, di uso quotidiano. Sue nature morte si conservano nella Quadreria della Fondazione Cassa di risparmio di Fano e nella Pinacoteca comunale di Faenza. Due opere, Natura morta con finocchio, canovaccio, testa di vitello e mele e Natura morta con costolette d'agnello su tagliere, piatto di salsicce, cavolo e prosciutto appeso, sono nella Pinacoteca civica di Forlì. Altre nature morte sono al Museo nazionale di Varsavia e all'Ermitage.

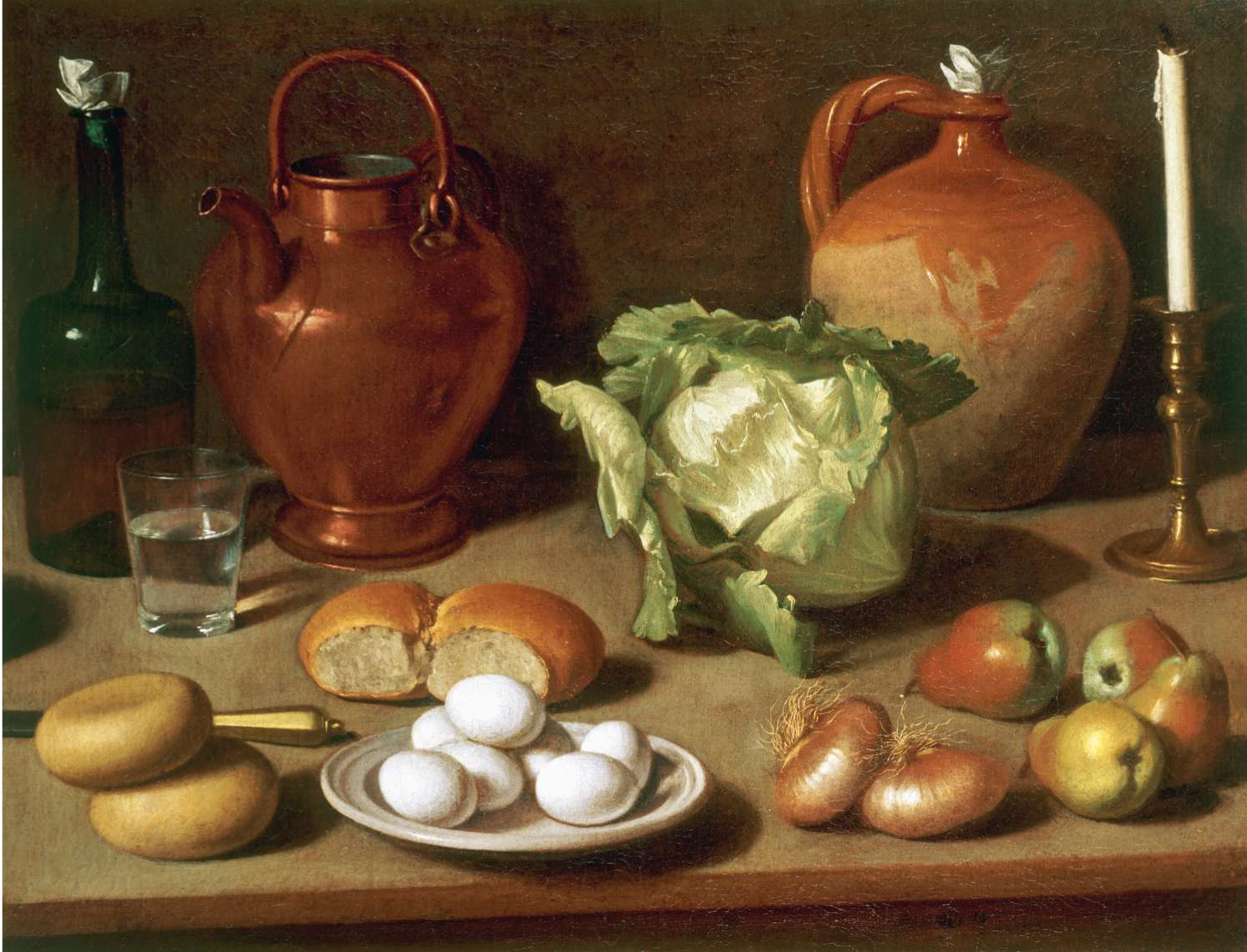
Carlo Magini - Natura morta con versatoio di rame, bottiglia, uova, cipolle, pane, pere e bugia

## Altre sue opere

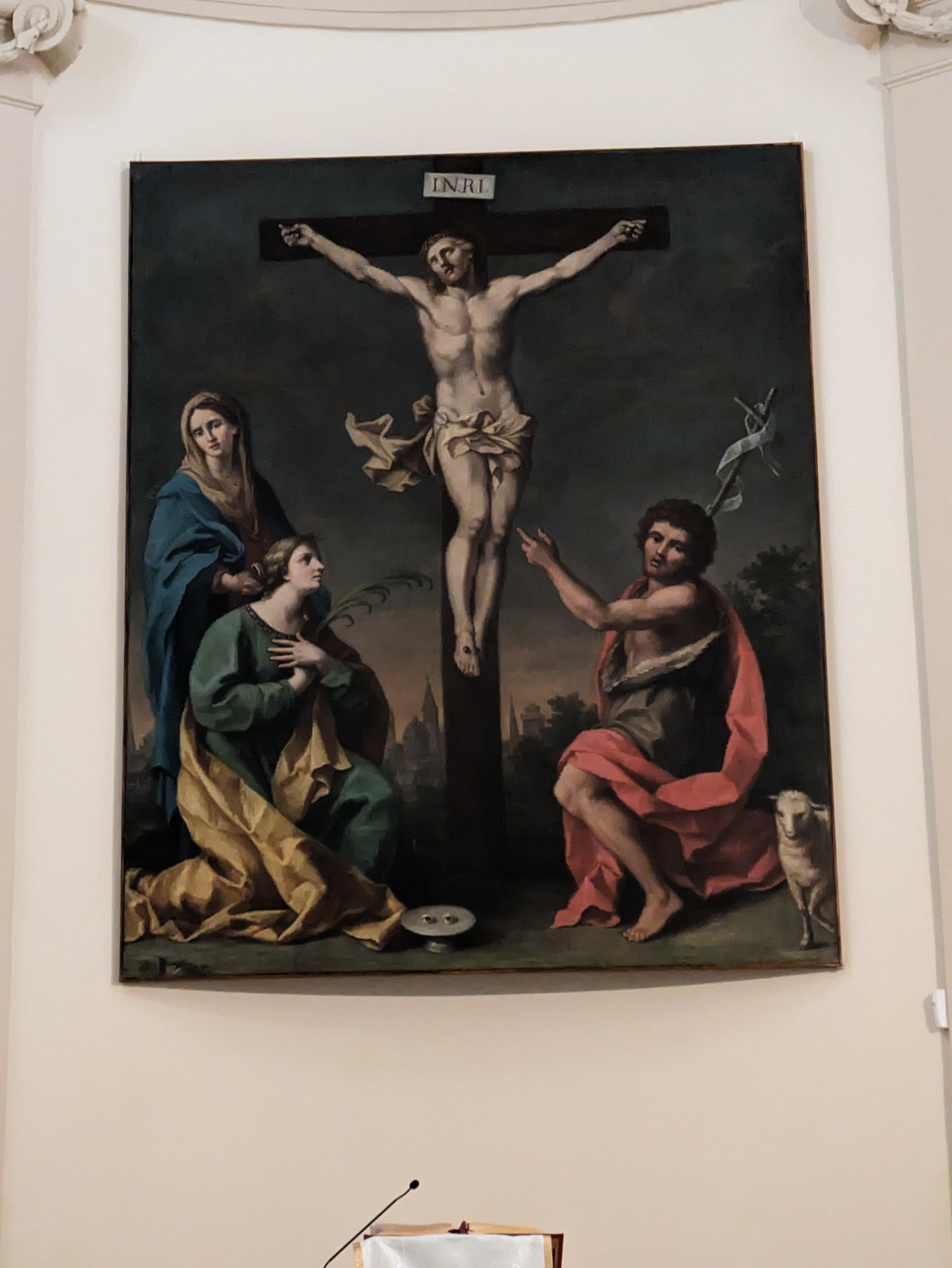
Crocifissione con la Madonna e i santi Lucia e Giovanni Battista dipinta nel 1763, nella chiesa di Santa Lucia a Piagge (Terre Roveresche)

Dipinse una pala d'altare con I Santi Vincenzo Ferreri e Nicola da Tolentino intercedono per le anime purganti, per la chiesa di Croce, frazione di Caldarola, firmandola Carlo Magini pittore e datandola 1742. Questo dipinto risente della scuola bolognese e di Carlo Maratta. Nel 1742 dipinse il ritratto di Pier Luigi Lanzi, tela perduta a causa di un incendio. Del 1760 sono i due ritratti dei conti Francesco Maria Benedetti e Livia Dall'Aste Benedetti, conservati nella collezione Benedetti Forestieri di Senigallia. Nel 1763 dipinge una Crocifissione con la Madonna e i santi Lucia e Giovanni Battista, pala d'altare attualmente conservata nella chiesa di Santa Lucia a Piagge (Terre Roveresche). Del 1765 è il ritratto di Monsignor Pompeo Compagnoni, vescovo di Osimo e di Cingoli, conservato nella collezione Compagnoni Floriani. Del 1770 sono i due ritratti dei medici fanesi Gaetano e Stanislao Lanzi, dipinti oggi presenti nella collezione Montanari.
Sostituì in loco, e la sua copia è visibile alla Chiesa di San Pietro in Valle di Fano, la Consegna delle chiavi a San Pietro di Guido Reni, dopo che questa opera era stata confiscata dai francesi nel 1797.
Sempre come copista, eseguì una replica del San Pietro guarisce lo storpio di Simone Cantarini. Per sostenere la numerosa famiglia, realizzava anche lavori di restauro e ridipinture di opere danneggiate.
Al 1772 (o 1774) risale il ritratto dell'abate Antonio Modesto Gasparoli, ma il ritratto di Francesco Vici, maestro di cappella di Fano, è firmato e datato 1776; al 1769 risale il ritratto del musicista di Fano Gianandrea Bellini, e nel 1780 Magini dipinse i due ritratti del conte Mario Compagnoni Floriani di Villamagna e della marchesa Francesca Ricci Compagnoni.
Alla Pinacoteca civica di Fano c'è il ritratto di padre Luigi Barbieri, provinciale dei minimi del convento di Santo Spirito a Fano, il ritratto di Francesco Paci, calzolaio, quello di Papa Pio VII, realizzato nel 1800 e quello di Fra Andrea Giommi.
Nel 1802 Carlo Magini dipinse per l'abbazia di San Paterniano una Madonna per l'abate, gli Stemmi del Papa,  del cardinale protettore e dell'abate generale Leati, che furono posti nel chiostro e una tela con la Beata Vergine per la foresteria. Nel 1804, per la stessa abbazia, dipinse una Madonna della Pietà.

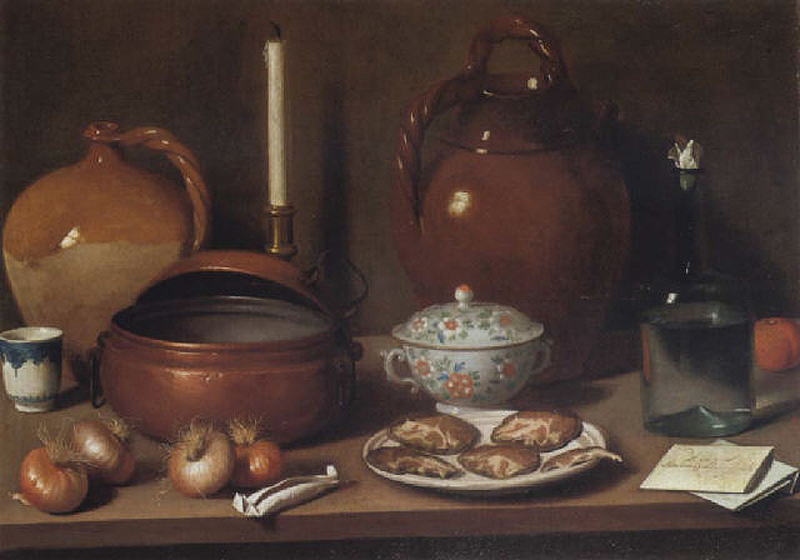
Carlo Magini - Natura morta con coppa e cipolle su una tavola

## Tricentenario della nascita
La Fondazione della Cassa di Risparmio di Fano nel 2020 aveva programmato una grande mostra: Pitture in quiete. Carlo Magini e la natura morta tra Marche e Romagna nel XVIII secolo. La pandemia del COVID-19 ha reso impossibile la realizzazione dell'evento espositivo, in ogni caso resta un catalogo ricco e completo con i contributi di specialisti del genere e scientificamente aggiornato.